# Гимн Тринидада и Тобаго
«Forged From the Love of Liberty» — государственный гимн Тринидада и Тобаго. Был написан как гимн просуществовавшей 4 года Вест-Индской федерации. Это музыкальное произведение было принято в качестве гимна Тринидада и Тобаго в 1962 году. Автор слов и музыки — Патрик Кастанье.

## Слова гимна
Forged from the love of liberty

In the fires of hope and prayer

With boundless faith in our destiny

We solemnly declare:

Side by side we stand

Islands of the blue Caribbean sea,

This our native land

We pledge our lives to thee.

Here every creed and race finds an equal place,

And may God bless our nation

Here every creed and race finds an equal place,

And may God bless our nation.

## Русский перевод
Двигаясь от любви к свободе

В огне надежды и молитвы

С безграничной верой в нашу судьбу

Мы торжественно заявляем: